# BMW na dirkah svetovnega prvenstva turnih avtomobilov (WTCC)
Svetovno prvenstvo turnih avtomobilov, angl. World Touring Car Championship (WTCC), je mednarodno tekmovanje, ki je sestavljeno iz serije dirk, ki se prirejajo vsako leto pod okriljem mednarodne avtomobilistične organizacije FIA. Prvo dirko WTCC so organizirali 22. marca 1987 na dirkališču Monza, Italija. V devedesetih letih so se preimenovali v World Touring Car Cup z enako kratico - WTCC, nato pa l.2005 spet nazaj na staro ime.
- Sezona 1987:

BMW je dirkal z dirkalniki BMW M3 in zmagal na štirih dirkah prvenstva. Prvak je postal italijanski dirkač Roberto Ravaglia.
- Sezona 1994:

Z dirkalniki BMW 318i so osvojili konstruktorski naslov v prvenstvu.
- Sezona 2005:

V prvenstvu so zmagali devetkrat z dirkalniki BMW 320i in osvojili konstruktorski naslov.
- Sezona 2006:

Z dirkalniki BMW 320si so zmagali desetkrat v prvenstvu in osvojili konstruktorski naslov, dirkač Andy Priaulx pa je osvojil naslov prvaka.
- Sezona 2007:

BMW je spet osvojil konstruktorski naslov z 9 zmagami v prvenstvu z dirkalniki BMW 320si. Prvak pa je še drugič postal Andy Priaulx.
- Sezona 2008:

Z dirkalniki BMW 320si so šestkrat zmagali v prvenstvu.
- Sezona 2009:

Dirkalnik BMW 320si je zmagal na desetih dirkah prvenstva.
- Sezona 2010:

V tej sezoni so zmagali sedemkrat z dirkalniki 320si.
- Sezona 2011:

Z prenovljenim dirkalnikom BMW 320 TC so zmagali na dveh dirkah prvenstva.
- Sezona 2012:

Z dirkalnikom BMW 320 TC so zmagali na treh dirkah prvenstva.
- Sezona 2013:

V tej sezoni so zmagali trikrat z dirkalniki BMW 320 TC.